# Angelo (banda)
Angelo es una banda de rock japonesa fundada por Kirito, Kohta y Takeo en agosto de 2006 tras separarse de Pierrot.

## Discografía
Álbumes
- 2008.03.16 THE FREAK SHOW
- 2007.04.18 REBIRTH OF NEWBORN BABY

Sencillos
- 2008.06.11 CHAOTIC BELL
- 2007.02.28 Winter Moon
- 2006.11.08 Reborn

DVD
- 2007.11.21 Easter for Treason
- 2007.06.00 Ikyou ni saku hana

- Datos: Q4355513